# Arngeir Bessason
Arngeir Bessason (n. 926) fue un vikingo y bóndi de Hólmi, Borg á Mýrum, Mýrasýsla en Islandia. Es un personaje que aparece en diversas sagas nórdicas: saga de Bjarnar Hítdœlakappa, saga de Egil Skallagrímson, saga de Grettir, y saga de Gunnlaugs ormstungu. Se casó con Þórdís Þorfinnsdóttir (n. 930), hija de Þorfinnur sterki de Fossi, y de esa relación nacieron dos hijos: el escaldo Björn Arngeirsson y Ásgrímur Arngeirsson (n. 962), que también es un personaje secundario en la saga de Grettir.